# 黑德
黑德（德語：Heede，發音：[ˈheːdə]）是德国下萨克森州埃姆斯兰县的市镇，面积31.11平方千米，2023年12月31日人口为2,635人。